# نیتن دریک
نیتن دریک (به انگلیسی: Nathan Drake) نام یک شخصیت ساختگی از مجموعه بازی‌های آنچارتد و ماجراجوی شجاع که توسط شرکت ناتی داگ ساخته شده‌است. او به عنوان شخصیت اصلی داستان در تمام قسمت‌های این سری حضور داشته‌است (به جز نسخه آنچارتد: میراث گمشده) و نقش او توسط نولان نورث بازی شده‌است.
ناتی داگ ظاهر دریک را بر اساس قهرمانان مجله‌های زدر، رمان‌ها و فیلم‌ها استوار کرد. برای اینکه او را قابل ربط‌سازی کنند، این کاراکتر با شلوار جین و آستین بلند هنلی پوشیده شد و شخصیت آدم معمولی به او داده شد. او با اراده قوی است و اغلب شوخی و مزه می ریزد. طراحان بر روی ارائه واکنش های واقع بینانه او نسبت به محیط خود تمرکز کردند. برای مثال، هنگام دویدن تلو تلو می خورد، در حین جهش به سختی اشیاء را پاک می کند و پوچ بودن موقعیت هایی را که در آن قرار می گیرد، تشخیص می دهد. 
طراحی و شخصیت دریک با دیگر شخصیت‌های بازی ویدیویی و فیلم، مانند لارا کرافت و ایندیانا جونز مقایسه می‌شود. بسیاری از منتقدان دریک را شخصیتی دوست‌داشتنی و باورپذیر نامیده‌اند و اشاره کرده‌اند که او نمونه‌ای نادر از شخصیت‌های جذاب فیزیکی است که بیش از حد مردانه نیست.

## بازی‌ها
| بازی‌ها                        | سال ساخت |
| ----------------------------- | -------- |
| آنچارتد: اقبال دریک           | 2007     |
| آنچارتد ۲: درمیان دزدان       | 2009     |
| آنچارتد ۳: فریب دریک          | 2011     |
| آنچارتد: ژرفای طلایی          | 2012     |
| نبرد سلطنتی ستارگان پلی‌استیشن | 2013     |
| آنچارتد ۴: عاقبت یک دزد       | 2016     |